# ОШ „Матко Вуковић” Суботица
ОШ „Матко Вуковић” у Суботици је државна образовна установа, баштини традицију школе чија је зграда подигнута 1892. године. Од 1962. године школа носи име Матка Вуковића, радника и синдикалног вође.
По сачуваним уписницама од 1871. до 1881. године, сазнаје се да се на истом месту и раније налазила школа. Била је смештена у приземној згради, у народу званој „Рундовска школа”, по називу биртије “Kод рундова”, на чијем је месту подигнута почетком 19. века. Из истих извора готово сви ученици су буњевачке националности са матерњим језиком „далматинским” како су га тадашње власти називале. По социјалном саставу највише је деце било из породица земљорадника, надничара, чобана, биреша (слуге), праља, по где који занатлија махом немачке народности и два – три земљопоседника и то мађарске народности. Наставни језик је био мађарски, а учитељи су могли да се служе и буњевачким као помоћним језиком. 
Школа је била четвороразредна и за време Аустроугарске и између два рата носи назив „Kраљ Александар”, мада је у народу позната као „Голубова школа” још од почетка 20. века због непосредне близине „голубије” пијаце. За време мађарске окупације од 1941. до 1944. године, у згради је такође основна школа, да би после ослобођења била претворена у приватни логор, карантин за повратнике из заробљеништва, логора, избеглиштва, итд. 
Реорганизацијом школства 1950. године се у њој оснива осмогодишња школа бр. 3 и припајају јој се још две основне школе Вашариште са српскохрватским и  мађарским наставним језиком.